# NGC 6995
NGC 6995 is een deel van de supernovarest Sluiernevel in het sterrenbeeld Zwaan. Het hemelobject werd op 7 september 1825 ontdekt door de Britse astronoom John Herschel.

## Synoniemen
- CED 182C